# Ilmārs Verpakovskis
Ilmārs Verpakovskis (Riga, 1958. október 15. – 2022. február 6.) válogatott lett labdarúgó, középpályás, edző.

## Pályafutása

### Klubcsapatban
1978 és 1989 között a Zvejnieks Liepāja, 1989-ben a Daugava Rīga, 1990-ben a RAF Jelgava, 1991 és 1995 között az Olimpija Liepāja labdarúgója volt.

### A válogatottban
Az 1991-es Balti-kupa még nem hivatalos mérkőzésein szerepelt kétszer a válogatottban. 1992. április 8-án egy alkalommal szerepelt a lett válogatottban Románia ellen. A bukaresti barátságos mérkőzés 2–0-s haza győzelemmel ért véget.

### Edzőként
1994-ben korábbi klubja a Liepājas Metalurgs vezetőedzője volt.

## Magánélete
Fia Māris Verpakovskis (1979), 104-szeres válogatott labdarúgó, válogatottsági gólrekorder 29 találattal.

## Statisztika

### Mérkőzései a lett válogatottban
| Lettország | Lettország         | Lettország                       | Lettország | Lettország | Lettország | Lettország | Lettország | Lettország |
| #          | Dátum              | Helyszín                         | Hazai      | Eredmény   | Vendég     | Kiírás     | Gólok      | Esemény    |
| ---------- | ------------------ | -------------------------------- | ---------- | ---------- | ---------- | ---------- | ---------- | ---------- |
|            | 1991. november 16. | Klaipėda, Központi Stadion (LTU) | Lettország | 2 – 0      | Észtország | Balti-kupa | -          |            |
|            | 1991. november 17. | Klaipėda, Központi Stadion       | Litvánia   | 1 – 1      | Lettország | Balti-kupa | -          |            |
| 1.         | 1992. április 8.   | Bukarest, Steaua Stadion         | Románia    | 2 – 0      | Lettország | barátságos | -          | 63'        |
|            | Összesen           |                                  |            | 1          | mérkőzés   |            | 0          | gól        |